# 哈丽特·雅各布斯
哈丽特·雅各布斯 （1813年或1815年 – 1897年3月7日）是一位非裔美国废奴主义者和作家。 
她生于一個黑奴家庭，而且曾受到奴隶主的性骚扰。奴隶主向哈丽特·雅各布斯表示如果她不服从，他就會把她的孩子卖掉。後來哈丽特·雅各布斯躲在祖母房子屋顶下的一个狭小的空间里。在那里待了七年之后，她逃到美國北部。後來她成為一位保姆，并与废奴主义者和女权主义者取得联系。
南北战争期间和刚结束時，她与女儿一起前往联邦佔領下的美利堅聯盟國部分地区，并为獲得自由的奴隶建立了两所学校。